# Ningishzida

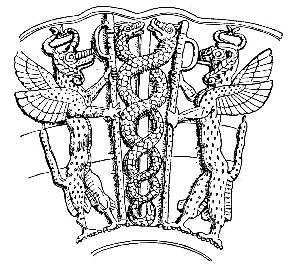
Imatge de Ningishzida en la decoració del "gerro de Gudea", juntament amb el drac Mushussu, datat en el segle XXI aC.

Ningishzida era una deïtat de la religió de l'antiga Mesopotàmia. El seu nom s'ha trobat escrit en sumeri cuneïforme i la seva transliteració és: dnin-g̃iš-zid-da, la lletra d a l'inici del nom representa el mot dingir, que vol dir «divinitat». L'especialista en cultura assíria i sumèria Thorkild Jacobsen va proposar per a la traducció del nom d'aquest déu:«senyor del déu arbre».

## Característiques
Segons Thorkild, Ningishzida és una divinitat procedent de l'inframón que es fa present al món dels humans adoptant la forma d'un arbre, les seves arrels són retorçades, sobresortints, semblen serps i sovint aquestes s van fer servir com a símbol de Ningishzida. Per aquest motiu, una de les interpretacions del caduceu del déu grec Hermes és que sigui una derivació de Ningishzida.
El seu caràcter ctònic resulta notori quan se'l fa responsable de malalties mortals epidèmiques, mentre que el relat d'An rep l'epítet dgúd-me-lám («guerrer resplendent») i porta una espasa (pāštu).

## Culte
El seu culte va començar amb el llistat de déus de Fara, del període de la tercera dinastia (2600-2350 aC), i va durar fins al primer mil·lenni. En temps de Gudea, governant de Lagash, hi havia una festivitat anual dedicada a Ningishzida.
El temple més important estava a la ciutat de Lagash, amb un temple fet construir per l'(ensi), l'abans esmentat Gudea, qui li tenia devoció juntament amb altres déus de la mateixa genealogia, però amb diferents funcions, per exemple Ningirsu era invocat com a déu de la guerra mentre que Ningishzida era el protector de la fertilitat. F Wiggermann li atribueix la funció de protector de les pastures i W Sallaberger ha suggerit que l'arbre que el representa podria ser una vinya i, per tant, un déu protector del vi. El temple de Ningishzida rebia el nom de kur-a-še-er-ra-ka, («muntanya de les lamentacions»).
A la ciutat d'Ur tenia un altar dins el temple de Nanna i un altre individual anomenat é-níg-gi-na («casa de la justícia»). Altres ciutats on se'l donava culte eren: Ešnunna (l'actual Tell Asmar, al nord-est de Baghdad), Gishbanda, Isin, Larsa, Babilònia i Uruk.

## Genealogia
La següent proposta genealògica fa servir dos noms per alguns personatges, segons si és d'origen sumeri o del posterior accadi. La informació es basa principalment en el segell cilíndric de Gudea B
|  |  |  |  |  |  |  |  |  |  |  |  | Nintu (Ereixkigal) | Nintu (Ereixkigal) | Nintu (Ereixkigal) | Nintu (Ereixkigal) | Nintu (Ereixkigal) | Nintu (Ereixkigal) |  |  |                 |                 |                 |                 |                 |                 |  |  | Enki procedent d'Apsu | Enki procedent d'Apsu | Enki procedent d'Apsu | Enki procedent d'Apsu | Enki procedent d'Apsu | Enki procedent d'Apsu |  |  |            |            |            |            |            |            |  |  |  |  |  |  |  |  |  |  |  |  |
|  |  |  |  |  |  |  |  |  |  |  |  | Nintu (Ereixkigal) | Nintu (Ereixkigal) | Nintu (Ereixkigal) | Nintu (Ereixkigal) | Nintu (Ereixkigal) | Nintu (Ereixkigal) |  |  |                 |                 |                 |                 |                 |                 |  |  | Enki procedent d'Apsu | Enki procedent d'Apsu | Enki procedent d'Apsu | Enki procedent d'Apsu | Enki procedent d'Apsu | Enki procedent d'Apsu |  |  |            |            |            |            |            |            |  |  |  |  |  |  |  |  |  |  |  |  |
|  |  |  |  |  |  |  |  |  |  |  |  |                    |                    |                    |                    |                    |                    |  |  |                 |                 |                 |                 |                 |                 |  |  |                       |                       |                       |                       |                       |                       |  |  |            |            |            |            |            |            |  |  |  |  |  |  |  |  |  |  |  |  |
|  |  |  |  |  |  |  |  |  |  |  |  |                    |                    |                    |                    |                    |                    |  |  | Ninazu (Tišpak) | Ninazu (Tišpak) | Ninazu (Tišpak) | Ninazu (Tišpak) | Ninazu (Tišpak) | Ninazu (Tišpak) |  |  |                       |                       |                       |                       |                       |                       |  |  | Nin-girida | Nin-girida | Nin-girida | Nin-girida | Nin-girida | Nin-girida |  |  |  |  |  |  |  |  |  |  |  |  |
|  |  |  |  |  |  |  |  |  |  |  |  |                    |                    |                    |                    |                    |                    |  |  | Ninazu (Tišpak) | Ninazu (Tišpak) | Ninazu (Tišpak) | Ninazu (Tišpak) | Ninazu (Tišpak) | Ninazu (Tišpak) |  |  |                       |                       |                       |                       |                       |                       |  |  | Nin-girida | Nin-girida | Nin-girida | Nin-girida | Nin-girida | Nin-girida |  |  |  |  |  |  |  |  |  |  |  |  |
|  |  |  |  |  |  |  |  |  |  |  |  |                    |                    |                    |                    |                    |                    |  |  |                 |                 |                 |                 |                 |                 |  |  |                       |                       |                       |                       |                       |                       |  |  |            |            |            |            |            |            |  |  |  |  |  |  |  |  |  |  |  |  |
|  |  |  |  |  |  |  |  |  |  |  |  |                    |                    |                    |                    |                    |                    |  |  |                 |                 |                 |                 |                 |                 |  |  | Ningišzida (fill)     |                       |                       |                       |                       |                       |  |  |            |            |            |            |            |            |  |  |  |  |  |  |  |  |  |  |  |  |
|  |  |  |  |  |  |  |  |  |  |  |  |                    |                    |                    |                    |                    |                    |  |  |                 |                 |                 |                 |                 |                 |  |  |                       |                       |                       |                       |                       |                       |  |  |            |            |            |            |            |            |  |  |  |  |  |  |  |  |  |  |  |  |
|  |  |  |  |  |  |  |  |  |  |  |  |                    |                    |                    |                    |                    |                    |  |  |                 |                 |                 |                 |                 |                 |  |  | Marduk (fill)         |                       |                       |                       |                       |                       |  |  |            |            |            |            |            |            |  |  |  |  |  |  |  |  |  |  |  |  |
|  |  |  |  |  |  |  |  |  |  |  |  |                    |                    |                    |                    |                    |                    |  |  |                 |                 |                 |                 |                 |                 |  |  |                       |                       |                       |                       |                       |                       |  |  |            |            |            |            |            |            |  |  |  |  |  |  |  |  |  |  |  |  |
|  |  |  |  |  |  |  |  |  |  |  |  |                    |                    |                    |                    |                    |                    |  |  |                 |                 |                 |                 |                 |                 |  |  | Nabu (fill)           |                       |                       |                       |                       |                       |  |  |            |            |            |            |            |            |  |  |  |  |  |  |  |  |  |  |  |  |

## Llegendes
Segons les llegendes de vegades és tingut per un déu i de vegades per una deessa. En algunes llegendes es diu que la seva esposa era Ninazimua («la dama que fa créixer el bon suc») i en altres que el nom de l'esposa era Geshtinanna. En alguns textos Ningishzida és de caràcter femení, i la partícula "Nin" voldria dir «senyora, dama». La seva germana es deia Amashilama.
En relació amb la seva funció com a déu de la fertilitat dels camps, Ningishzida va viatjar a l'inframón en l'època de l'any en què la vegetació està pansida (a Mesopotàmia des de mitjan estiu fins a mitjan hivern). Aquest viatge està narrat en dues llegendes: una sumèria anomenada "El viatge de Ningishzida a l'inframón" i l'altra en accadi, "El mite d'Adapa".
També es diu que Ningishzidda és un avantpassat de l'heroi sumeri Guilgameix.
En el mite del "viatge de Ningishzidda l'inframón", aquesta divinitat era fill de Ereixkigal.
Apareix al mite d'Adapa (un dels set savis i semidéus de Sumèria), sent un dels dos guardians (juntament amb Dumuzi) del palau celestial del déu An. Aquest mite cita Ningishzida (amb el nom de Gišzida) i Tammuz (o Dumuzi), i es refereix a la serp com si fos del gènere masculí.